# Província de Tàrent
La província de Tàrent  (en italià provincia di Taranto) és una província que forma part de la regió de la Pulla, a Itàlia. La seva capital és Tàrent.
Orientada cap al sud amb el mar Jònic, limita a l'oest amb la província de Matera (Basilicata), al nord amb la ciutat metropolitana de Bari, a l'est amb la província de Bríndisi i al sud-est de la província de Lecce. La província està inclosa en part en la regió geogràfica de Salento.
Té una àrea de 2.467,35 km² i una població total de 584.517 habitants. (2016). Hi ha 29 municipis a la província.